# Voyager
 For alternative betydninger, se Voyager (flertydig). (Se også artikler, som begynder med Voyager)
Voyagerrumsonderne er de rumsonder, der er nået længst ud i Solsystemet. Voyager 2 blev opsendt d.20. august 1977, og Voyager 1 blev opsendt d.5. september 1977. Selv om Voyager 2 blev opsendt før Voyager 1, havde sidstnævnte mere fart på, og nåede derfor først frem til de planeter som sonderne besøgte.
Ved 40 års jubilæet i sensommeren 2017 er Voyager 1 kommet ud i det interstellare rum (ca. 140 AE fra Jorden), hvorimod Voyager 2 (ca. 115 AE) stadig bevæger sig i heliopausen – området hvor solvinden bremses op af interstellare gasstrømme. 

## Voyagers opbygning
De to Voyagerrumsonder er teknisk set ens, og har de samme instrumenter og andet teknisk udstyr om bord. Midt på billedet til højre ses den store hvide "skålformede" parabolantenne der bruges til radiokommunikationen med kontrolcentret på Jorden, og under den en instrumentsektion sammensat af 10 kasser med sondens elektroniske udstyr.
Til højre ses den "arm" der bærer de instrumenter der har med lys at gøre; kameraer for synligt lys, et fotopolarimeter samt spektrometre for infrarødt og ultraviolet lys. Omtrent midt på denne arm sidder detektorer for kosmisk stråling og elektrisk ladede partikler.
Til venstre på billedet ses de tre radioisotopgeneratorer der udgør sondens energikilde; heri findes radioaktivt plutonium der afgiver varme — denne varme omsættes til elektrisk strøm. Solceller er ikke til megen nytte i de afstande fra Solen som Voyagersonderne færdes i.
Hertil har Voyagersonderne en række piskantenner samt en gitterbom som ikke er vist på billedet. På denne bom sidder et par følsomme magnetometre, og når fartøjet efter opsendelsen er vel uden for Jordens atmosfære, strækkes denne bom ud så de følsomme magnetometre ikke "forstyrres" af de magnetfelter som Voyagers egen elektronik m.v. skaber.
Neden under instrumentsektionen i midten ses et hvidt, firkantet "felt"; kameraerne på armen til højre kan rettes imod dette "velkendte motiv" så man kan kalibrere dem efter lysforholdene. Pladen virker desuden som en "radiator" der tillader fartøjet at komme af med evt. overskudsvarme.